# Bell X-2
O Bell X-2, (apelidado "Starbuster"), foi uma x-plane aeronave experimental construída para investigar as características de voo em velocidades entre Mach 2 – 3. O X-2 era movido por um motor de foguete com asas enflechadas para pesquisa, foi desenvolvido entre a Bell Aircraft Corporation, a Força Aérea dos Estados Unidos e a NACA (National Advisory Committee for Aeronautics) com o objetivo de explorar os problemas de aerodinâmica de voos supersônicos e para expandir os regimes de velocidades e altitudes obtidos com o projeto anterior o Bell X-1.

## Galeria

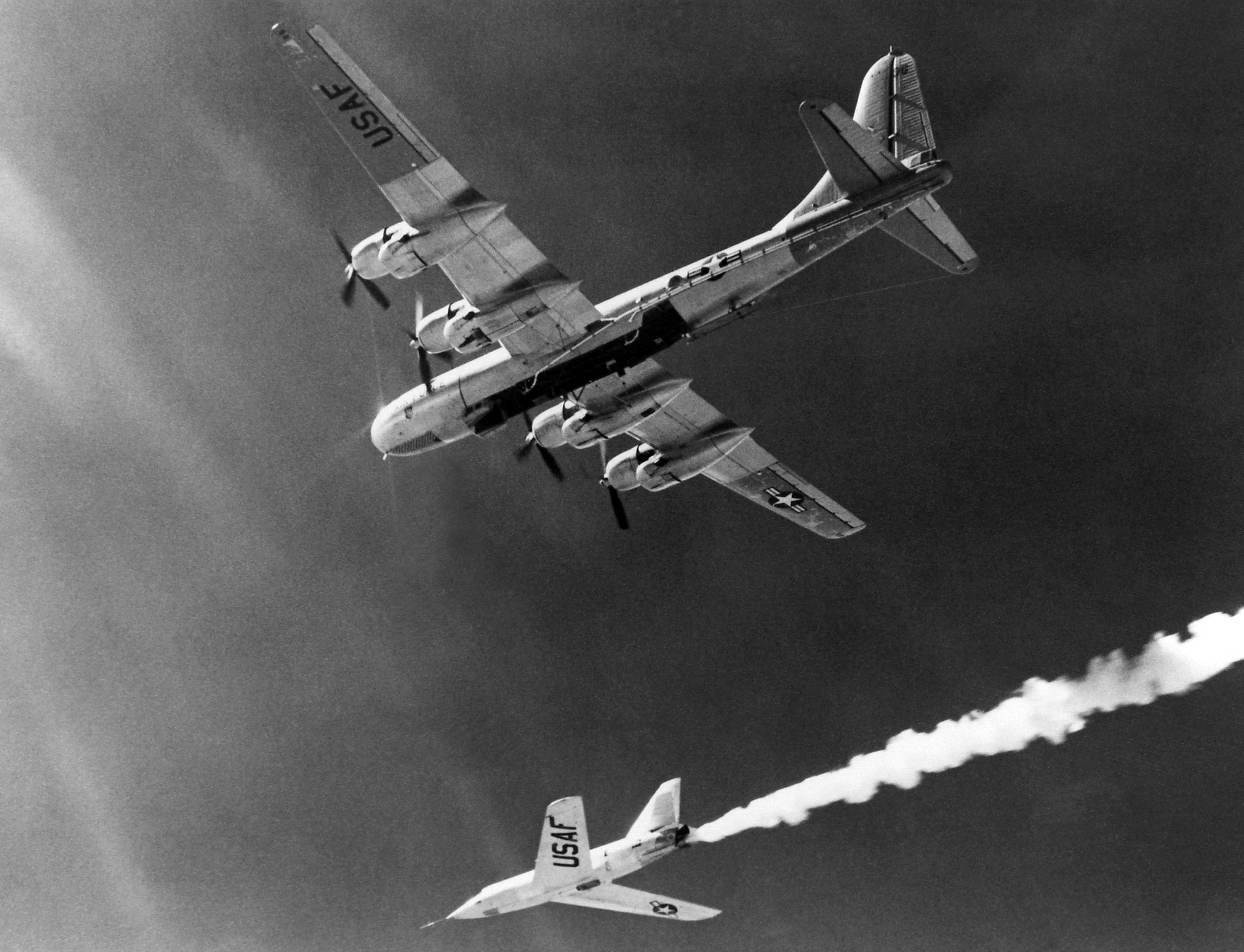
O X-2 após lançamento da nave-mãe um Boeing B-50.
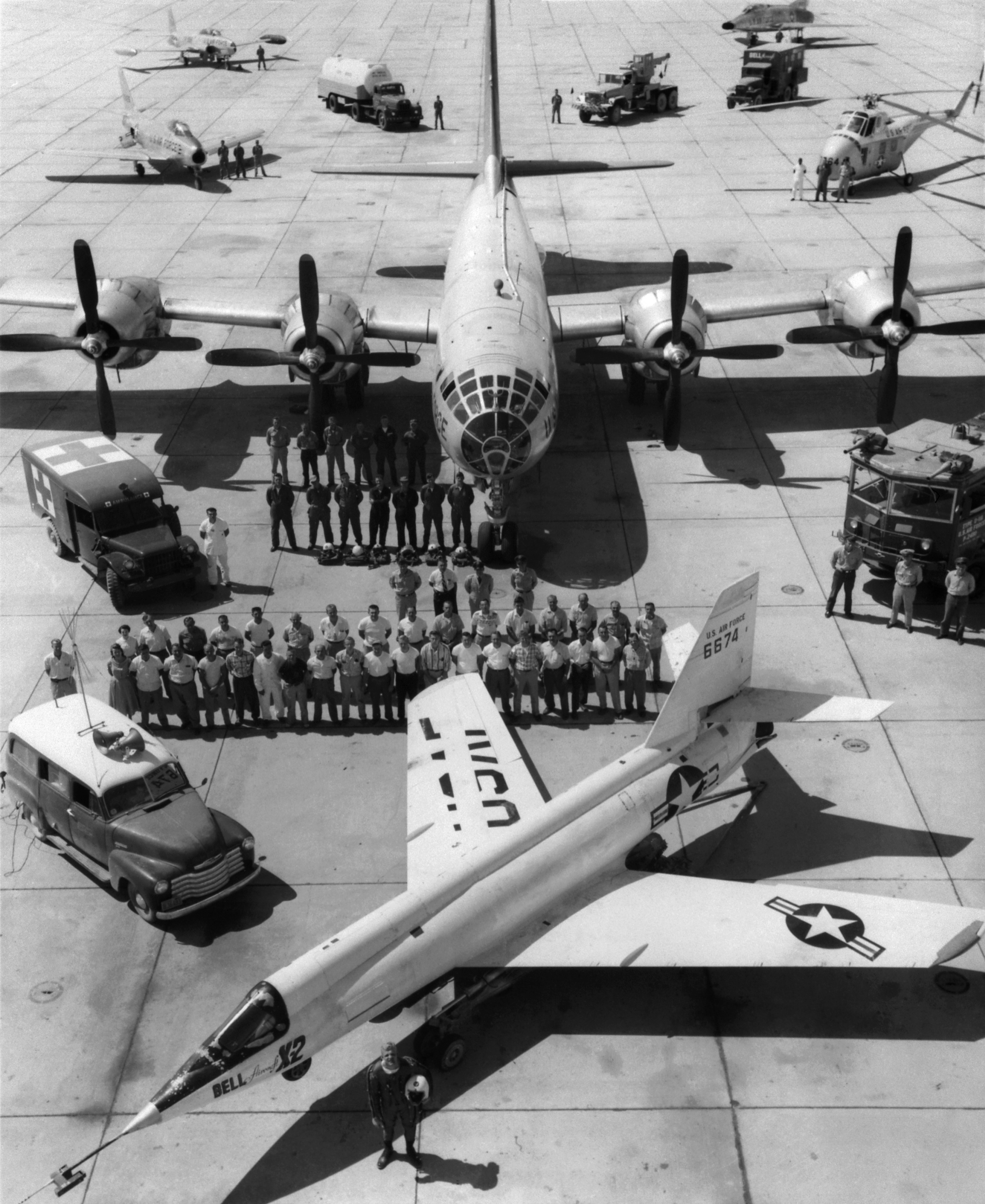
A equipe, o B-50 e o material de suporte do X-2.
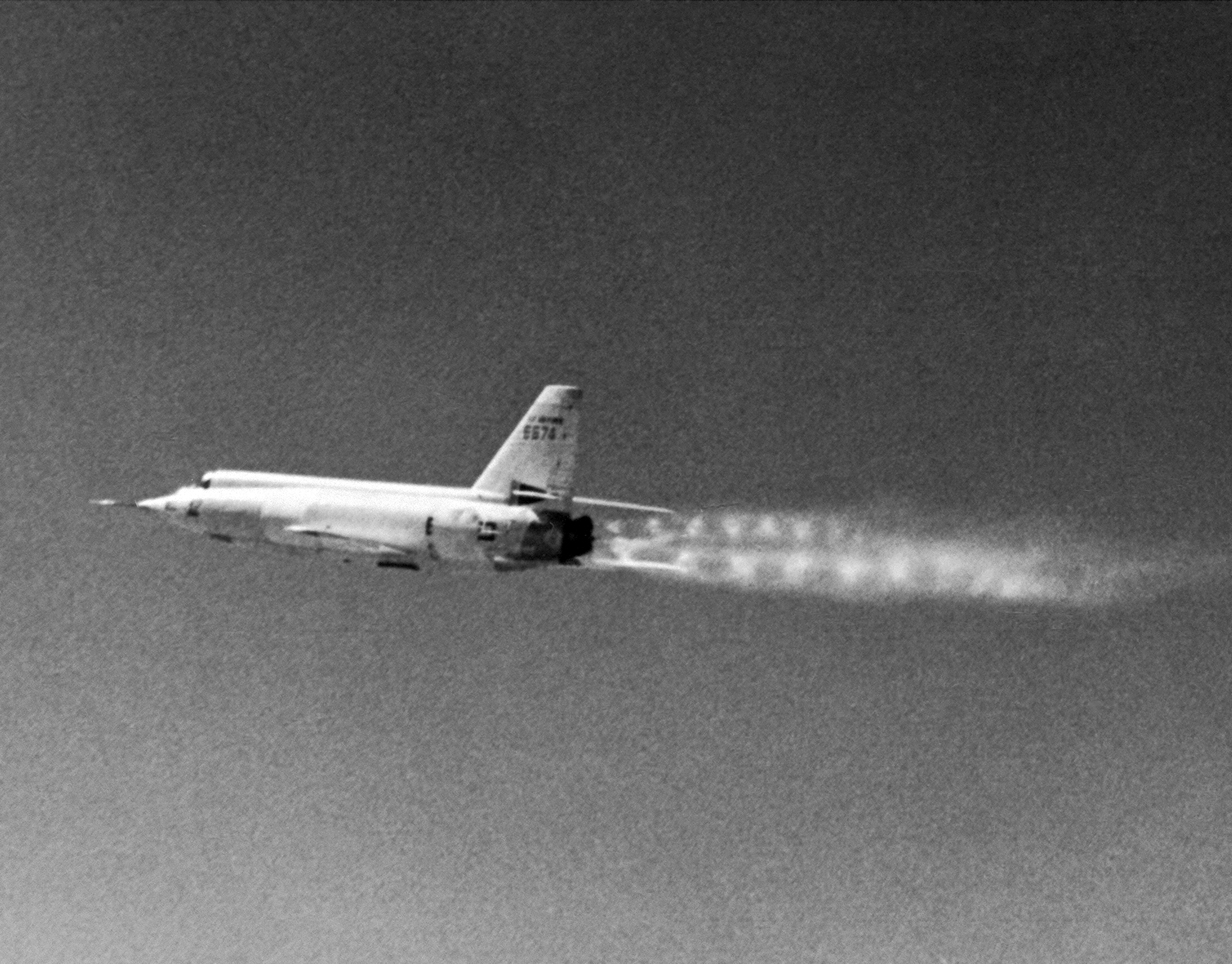
X-2 em voo supersônico